# Vojin Jelić
Vojin Jelić (Knin, 27. studenog 1921. – Zagreb, 19. prosinca 2004.), hrvatski prozaik, pjesnik i publicist.
Spada u istaknute pripovjedače poslijeratne hrvatske proze, koji je u svojim romanima i pripovijetkama dao sliku seoskog života u ljudi sa škrtog kamenjara kninskog dijela dalmatinskog zaleđa. Posebno se bavio folklornom tematikom i preispitvanjem djelovanja mita u kulturi Srba u Hrvatskoj.
Njegova djela su prvi roman  "Anđeli lijepo pjevaju" (1953), zbirke novela "Ljudi kamenjara", "Limeni pijetao" i "Gorki bajami", u posljednjoj knjizi, "Pogledaj svoje ruke" (1996). U prozno-dokumentarističkoj formi tretira "srpsko pitanje" nakon uspostave samostalne Hrvatske.

## Vanjske poveznice
Mrežna mjesta
- Jelić, Vojin, Hrvatski biografski leksikon